# (36609) 2000 QD144
2000 QD144 (asteroide 36609) é um asteroide da cintura principal. Possui uma excentricidade de 0.07845860 e uma inclinação de 2.78802º.
Este asteroide foi descoberto no dia 31 de agosto de 2000 por LINEAR em Socorro.